# Donald McPherson
Donald McPherson (* 20. Februar 1945 in Windsor, Kanada; † 24. November 2001 in München) war ein kanadischer Eiskunstläufer, der im Einzellauf startete. Er ist der Weltmeister von 1963.
Donald McPherson begann im Alter von vier Jahren mit dem Eiskunstlaufen. Er startete für den Stratford Figure Skating Club, der in Ontario beheimatet ist. Die Olympischen Spiele 1960, bei denen er 15 Jahre wurde, beendete er als Zehnter. In den Jahren 1960 bis 1962 wurde er kanadischer Vizemeister hinter Donald Jackson, der 1962 Weltmeister wurde. Bei dessen Triumph verpasste er selbst das Podest nur knapp als Vierter. 1963 trat McPherson dann selbst die Nachfolge seines Landsmanns an und gewann im Alter von 18 Jahren die Weltmeisterschaft und ist damit bis heute der jüngste Eiskunstlaufweltmeister der Herren in der Geschichte. Daraufhin beendete er seine Amateurkarriere, wurde Profi und arbeitete anschließend 10 Jahre bei Holiday on Ice. 
Donald McPherson wurde 1995 in die Canadian Figure Skating Hall of Fame aufgenommen. Später in seinem Leben zog er nach München und starb dort am 24. November 2001 an den Folgen von Diabetes. 

## Ergebnisse
| Jahr                       | 1959  | 1960 | 1961 | 1962 | 1963 |
| -------------------------- | ----- | ---- | ---- | ---- | ---- |
| Olympische Winterspiele    |       | 10.  |      |      |      |
| Weltmeisterschaften        |       | 8.   |      | 4.   | 1.   |
| Kanadische Meisterschaften | 1. J. | 2.   | 2.   | 2.   | 1.   |

- J = Junioren